# Marquesado de la Vega de Valencia
El marquesado de la Vega de Valencia es un título nobiliario español creado como rehabilitación del antiguo marquesado de la Vega, que se había creado el 17 de agosto de 1707 por el archiduque Carlos III a favor de Manuel Mercader y Calatayud.
Fue rehabilitado, con la actual denominación, en 1916,por el rey Alfonso XIII, a favor de Antonio Mercader y Vallier, hijo de Antonio Mercader y Tudela, VII marqués de Malferit, barón de Cheste al Campo, XIV barón de Montichelvo y de su esposa Dolores Vallier y García-Alesón, hermana de Luis Vallier y García Alesson, I marqués de González de Quirós.

## Marqueses de la Vega de Valencia
|                                       | Titular                                 | Periodo                               |
| Creación por el archiduque Carlos III | Creación por el archiduque Carlos III   | Creación por el archiduque Carlos III |
| Marqueses de la Vega                  | Marqueses de la Vega                    | Marqueses de la Vega                  |
| ------------------------------------- | --------------------------------------- | ------------------------------------- |
| I                                     | Manuel Mercader y Calatayud             | 1707- ?                               |
| Rehabilitación por Alfonso XIII       |                                         |                                       |
| Marqueses de la Vega de Valencia      |                                         |                                       |
| II                                    | Antonio Mercader y Vallier              | 1916-1922                             |
| III                                   | Pascual Mercader y Vallier              | 1922-1959                             |
| IV                                    | María Luisa Mercader y Sánchez-Domenech | 1959-1997                             |
| V                                     | Rafael Garrigues y Mercader             | 1998-2013                             |
| VI                                    | Marta Garrigues y Mercader              | 2014-2022                             |
| VII                                   | Marta Goig Garrigues                    | 2022-actual titular                   |

## Historia de los marqueses de la Vega de Valencia
- Manuel Mercader y Calatayud, I marqués de la Vega.

Rehabilitación en 1916 por:
- Antonio Mercader y Vallier (1888-1922), II marqués de la Vega de Valencia (nueva denominación al ser rehabilitado el título).

Sin descendientes, le sucedió su hermano:
- Pascual Mercader y Vallier (1893- .), III marqués de la Vega de Valencia, VIII marqués de Malferit, II marqués de Mercader, (rehabilitado el título para él, en 1916).

Casó con María Luisa Sánchez-Domenech y Baux. Le sucedió su hija:
- María Luisa Mercader y Sánchez-Domenech (1932-1997), IV marquesa de la Vega de Valencia, IX marquesa de Malferit.

Casó con Rafael Garrigues y Trenor. Le sucedió su hijo:
- Rafael Garrigues y Mercader (1956-2013), V marqués de la Vega de Valencia, X marqués de Malferit, IX barón de Cheste al Campo (por sucesión de su tía abuela María de los Dolores Mercader y Vallier), XVI barón de Montichelvo (por sucesión de su tía abuela Matilde Mercader y Vallier).

Sin descendencia, le sucedió su hermana mayor:
- Marta Garrigues y Mercader (n. en 1959), VI marquesa de la Vega de Valencia.

Casó con Severiano Goig Escudero. Sucedió su hija, por distribución:
- Marta Goig Garrigues, VII marquesa de la Vega de Valencia.[2]